# 종의 (전한)
종의(鍾義, ? ~ ?)는 전한 말기의 관료이다.

## 행적
원시 4년(4), 경조윤에 임명되었다.

## 출전
- 반고, 《한서》 권19하 백관공경표(百官公卿表) 下

| 전임 김흠 | 전한의 경조윤 4년 ~ 5년? | 후임 무양 |